# Forsvarsdepartementet (Sverige)
 For alternative betydninger, se Forsvarsdepartementet. (Se også artikler, som begynder med Forsvarsdepartementet)
Forsvarsdepartementet (svensk: Försvarsdepartementet (FöD)) er det svenske Forsvarsministerium. Ministeriet har ansvaret for det svenske totalforsvar.
Ansvarsområdet omfatter det militære og civile forsvar, sikkerhedspolitik, efterretningsvæsen, værnepligt, frivillighedsorganisationer, hjemmeværn, den statslige redningstjeneste og kystbevogtningen.
Ministeriet blev dannet den 1. juli 1920, da Sjöförsvarsdepartementet og Lantförsvarsdepartementet blev slået sammen.

## Myndigheder
Ministeriet har ni myndigheder under sig:
- Försvarsmakten
- Försvarets materielverk
- Totalförsvarets rekryteringsmyndighet
- Försvarets radioanstalt
- Försvarsexportmyndigheten
- Totalförsvarets forskningsinstitut
- Myndigheten för samhällsskydd och beredskap
- Kustbevakningen
- Statens haverikommission

| Militær | Spire Denne artikel om militær er en spire som bør udbygges. Du er velkommen til at hjælpe Wikipedia ved at udvide den. |